# NGC 1681
NGC 1681 је спирална галаксија у сазвежђу Еридан која се налази на NGC листи објеката дубоког неба.
Деклинација објекта је - 5° 48' 11" а ректасцензија 4h 51m 50,1s. Привидна величина (магнитуда) објекта NGC 1681 износи 12,9 а фотографска магнитуда 13,7. NGC 1681 је још познат и под ознакама MCG -1-13-26, IRAS 04493-0553, PGC 16195.